# اعدام‌های ۲۰۲۲ عربستان
در ۱۲ مارس ۲۰۲۲، پادشاهی عربستان سعودی ۸۱ غیرنظامی را که شامل ۷ یمنی و ۱ سوری و ۳۷ تبعه سعودی بودند به جرم تعهد به سازمان‌های تروریستی خارجی و داشتن عقاید انحرافی به اعدام محکوم کرد.کمیساریای عالی حقوق بشر سازمان ملل اعلام کرد 41 نفر از اعدام شدگان از اقلیت شیعه بودند که در سال های 2011 تا 2012 در تظاهرات ضد دولتی شرکت کرده بودند.  این اعدام بزرگترین اعدام دسته جمعی بود که در سال‌های اخیر در پادشاهی انجام شد. هیچ اشاره‌ای به نحوه اجرای این اعدام‌ها نشده‌است. این اعدام‌های دسته جمعی در حالی انجام شد که ولیعهد و حاکم واقعی عربستان سعودی، محمد بن سلمان آل سعود، مدعی شد این کشور در حال اصلاح قوه قضاییه و محدود کردن استفاده از مجازات اعدام در عربستان سعودی است.

## زمینه
اعدام در عربستان سعودی یک مجازات قانونی است. نحوه اجرای اعدام در عربستان معمولاً با گردن زدن با شمشیر یا گاهی با تیراندازی در ملاء عام انجام می‌شود. عربستان سعودی علیرغم امضای پیمان‌نامه حقوق کودک، مجرمانی را که در زمان جنایت نوجوان بودند تا ۲۶ آوریل ۲۰۲۰ اعدام کرد. در ژانویه ۲۰۲۲، حداقل ۴۳ زندانی، از جمله ۱۲ خردسال، تهدید به اعدام شدند.
عربستان سعودی در ۲ ژانویه ۲۰۱۶، ۴۷ غیرنظامی زندانی را که به اتهام تروریسم محکوم شده بودند، با گردن زدن با شمشیر و تیراندازی در ۱۲ استان این کشور اعدام دسته جمعی کرد.
در ۲۳ آوریل ۲۰۱۹، عربستان سعودی ۳۷ غیرنظامی زندانی سعودی را بر اساس اعترافاتی که عمدتاً تحت شکنجه گرفته شده بودند یا توسط شکنجه گران متهمان نوشته شده بودند به دلیل جرایم مرتبط با تروریسم به اعدام محکوم کرد. اعدام آنها به صورت دسته جمعی در ۶ استان کشور برگزار شد. اعدام‌ها با سر بریدن انجام شد و دو تن از اجساد در معرض دید عموم گذاشته شد. در میان اعدامیان عبدالکریم محمد الحواج، ۱۶ ساله و دو نفر دیگر در زمان اعدام زیر ۱۸ سال داشتند.

## واقعه
در ۱۲ مارس ۲۰۲۲، پادشاهی عربستان سعودی ۸۱ مرد را در یک روز اعدام کرد. عربستان سعودی ۸۱ نفر از جمله ۷ یمنی و ۱ سوری و ۳۷ تبعه سعودی را به اتهام وفاداری به سازمان‌های تروریستی خارجی و داشتن عقاید انحرافی اعدام دسته جمعی کرد. وزارت کشور در بیانیه ای مدعی شد، جنایات این افراد شامل وفاداری به سازمان‌های تروریستی خارجی مانند داعش، القاعده و جنبش حوثی‌ها و کشتار مردم بی گناه است. ۳۷ نفر از محکومان اتباع سعودی بودند که به یک فقره تلاش برای ترور کارمندان دولت و هدف قرار دادن ایستگاه‌های پلیس، مکان‌های اقتصادی حیاتی و کاروان‌ها، قاچاق اسلحه به داخل کشور و بمب‌گذاری محکوم شدند. آنها در مورد نحوه اعدام خود گزارشی ندادند. بر اساس گزارش خبرگزاری دولتی عربستان سعودی (اسپا)، متهمان در طول مراحل قضایی از حق داشتن وکیل و حقوق کامل خود بر اساس قوانین عربستان برخوردار بودند.
این اعدام‌های دسته جمعی در حالی انجام شد ولیعهد و حاکم واقعی عربستان سعودی، محمد بن سلمان مدعی شد بود که این کشور در حال اصلاح سیستم قضایی خود و محدود کردن استفاده از مجازات اعدام در عربستان سعودی است. به نوشته نیویورک تایمز، جنگ در یمن، قتل جمال خاشقچی، ستون نویس واشینگتن پست در کنسولگری عربستان در سال ۲۰۱۸، اعدام افراد زیر سن قانونی، و سرکوب معترضان، تلاش‌های عربستان سعودی برای ایجاد تصویری پاک و موجه را در سالهای اخیر، ناکام گذاشته‌است.

## واکنش‌ها
گروه‌های حقوق بشر با محکوم کردن اعدام‌ها، معتقداند که این اعدام‌ها برخلاف ادعای بن سلمان برای اصلاح سیستم قضایی کشور و محدود کردن استفاده از مجازات اعدام در عربستان سعودی است.
علی الدبیسی، رئیس سازمان اروپایی – سعودی حقوق بشر: «این اعدام‌ها خلاف عدالت است». طبق معیارهایی که عربستان سعودی علنی کرده‌است، هیچ اتهامی مستحق مجازات اعدام نیست. برخی از اعدام‌ها تنها به شرکت در اعتراضات حقوق بشر متهم شده بودند. وی گفت: در اتهامات بسیاری از متهمان حتی یک قطره خون نبوده‌است.
میشل باشله، کمیسر عالی حقوق بشر سازمان ملل متحد به تعریف بسیار گسترده سعودی ها از تروریسم اشاره کرد که به طور کلی شامل افراد غیرخشونت آمیز مخالف دولت حاکم می شود، علاوه بر کسانی که از الحاد یا هر دینی غیر از اسلام وهابی حمایت می کنند. 